# Кракелинген и Тонекенсбранд
Кракелинген и Тонекенсбранд (хол. "переце" и "ватрено буре") су називи годишњих вековних свечаности у Герардсбергену. Врх догађаја је Кракелингенворп (бацање переца) на врху брда Оуденберг. Истог дана и на истом месту Тонекенсбранд (паљење ватре) се дешава увече. Двострука свечаност уписана је у Попис нематеријалног културног наслеђа Фландрије 2009. године и на УНЕСКО-ове листе нематеријалног културног наслеђа 2010.
У најстаријем сачуваном градском рачуну Герардсбергена из 1393. године наведени су трошкови за Тонекенсбранд. У то време градско веће је већ организовало овај фестивал ватре. Овај празник ватре називан је вековним обичајем. Од тада постоје стални докази и о Тонекенсбранду и о Кракелингену у градским рачунима Герардсбергена. Ова двострука прослава и даље садржи претхришћанске елементе који могу потицати из келтског периода, попут ватре, живе рибе, хлеба и времена забаве. Тонекенсбранд припада дому у широј традицији претхришћанских ватри и симболизује крај зиме и повратак светлости и живота. Поред тога, постоје и хришћански елементи, попут улоге пастора-декана.
Переца (холандски: "krakeling") која је бачена, такође се назива mastel у Герардсбергену, је пециво пречника око 10 цм у облику прстена. Облик се односи на култни хлеб и симболизује циклус годишњих доба или живота. Забава се одвија на крају зиме, обично последње недеље у фебруару.

## Историјска парада
Пре стварног бацања переца на Оуденбергу, у центру града започиње историјска поворка, која даје живописну слику око 25 векова историје Герардсбергена. Пастор-декан и градско веће обучени су у историјску одећу. Отприлике 1000 статиста углавном су локални добровољци који једном годишње приказују историјску поворку. Овде, историјске чињенице (келтски елементи и пораз Герардсбергена против војске грофа Фландрије коју је предводио Валтер од Енгхиена) ступају у дијалог са сагом. Ово ствара широку рефлексију о њиховом сопственом културном наслеђу. Да би се промовисала ова свест међу становништвом, сваке године је, поред значајног језгра историје, посебно истакнут аспект историјско-народног наслеђа. Последњих година то укључује контакте Герардсбергена са Латинском Америком (мисионарски рад Педра де Гантеа, прелазак у Вера Паз у 20. веку), улогу жена у изградњи града, локалне средњовековне занате и индустрије 19. века (градитељи оргуља, чипке, цигаре), регионалне уметнике са међународном славом, народни и културно-историјски допринос вароши. Поворка  започиње у 15 сати код старе романичке цркве Хунегем и завршава се код Оуденберга.

## Бацање пецива, популарно име: "Mastellenworp"
На крају поворке, друиди, градско веће, носачи кошара са хлебом и хиљаде гледалаца одлазе на врх Оуденберга (110 м). Декан (духовна влада), заједно са градском управом (световна влада), моли литанију Госпе у Оуденберг капели, док се публика групише око бине да ухвати што је могуће више переца. Пре него што им буде дозвољено да баце 10-так хиљада пецива („мастелен“), градоначелник, старији људи и градски већници из 400 година старог сребрног пехара морају да попију гутљај вина са живом рибом. Тада креће стварно бацање переца. Једна переца садржи цедуљу којом се добија награда - златна переца: јединствени драгуљ у облику познатог пецива, који увек дизајнира други локални златар. После бацања сви могу да дођу до даха неколико сати на вашару у центру града.

## Тонекенсбранд, ватрена гозба
У 20 сати на врху Оуденберга се пали лутка од сламе како би отерала зиму и дочекала ново пролеће док народни играчи стварају атмосферу. У неколико суседних општина на пожар Тонекенса се „одговара“ мањим пожаром. На Оуденбергу, пролазницима се деле запаљене бакље и они доносе ватру на Маркт, где сајамски млинови раде пуном брзином.

## Симболика
Двоструки фестивал садржи и хришћанске и претхришћанске елементе (ватра, жива риба, хлеб, време). Претхришћански елементи датирају вероватно из келтског периода. Переца је колутић у облику прстена пречника 10 цм. Овај облик се односи на култни хлеб који симболизује циклус годишњих доба или живота. Фестивал се слави на крају зиме: до 1960. прве недеље поста, сада друге до последње недеље пре првог понедељка марта. Тонекенсбранд припада широј традицији претхришћанских ватрених фестивала и симболизује крај зиме, повратак светлости и живот. Декан, градоначелник, старији људи и општински већници пију вино у коме плива мала жива риба, такође су симбол новог живота, у знак прославе и братства. Последњи обичај, који је детаљно описао хуманиста Јос Сколаерт 1599. године, оптужила је организација за заштиту животиња Гаја 1997. године, али су разне судске власти подржале градско веће.

## Сага
Од почетка 19. века помиње се историјска сага о пореклу ових свечаности. Када су Герардсберген 1381. године окружиле трупе Валтера ван Едингена и претиле му глађу, градске власти су смислиле варку: последњи остаци хлеба и харинге бачени су преко градског зида као „знак изобиља" да би се непријатељи обесхрабрили...У историјској поворци ова сага се супротставља историјској стварности, која је за Герардсберген била много мање лепа: град је зачас заузет и уништен. Међутим, легенда и даље упорно живи.

## Следећи догађаји
Догађаји ће се одржати дана:
- 21. фебруара 2021
- 27. фебруара 2022
- 26. фебруара 2023
- 25. фебруара 2024
- 23. фебруара 2025.[2]